# Amfilòquios de Cízic
Amfilòquios o Amfíloc (en llatí: Amphilochius, en grec antic: Ἀμφιλόχιος) va ser bisbe metropolità de Cízic a la meitat del segle ix. El patriarca de Constantinoble Foci, li va escriure diverses cartes que es conserven, i també les respostes. Fabricius l'inclou a la Bibliotheca Graeca.